# Высыхающие масла
Высыхающие (сухие) масла — растительные масла, которые благодаря содержанию триглицеридов — эфиров ненасыщенных жирных кислот, особенно линолевой кислоты, в тонком слое окисляются, образуя твёрдую, прозрачную и гибкую мембрану (линоксин, оксин). Этот процесс инициируется и ускоряется ультрафиолетовыми лучами (например, солнечным светом); он не встречается в полной темноте, его можно даже обратить вспять в отсутствие света. Сырое масло затвердевает медленно и неравномерно, но этот процесс может быть значительно ускорен добавлением сиккативов — каталитически активных соединений тяжёлых металлов (главным образом свинца, серебра, марганца или кобальта), а также предварительной полимеризацией или окислением (при высокой температуре).
Явление «сушки» масел ещё не полностью объяснено и описано, но оно имеет важное практическое значение уже на протяжении длительного времени, из-за возможности изготовления прочных и водостойких красок, лаков, олиф, пропиток и «натуральных» пластмасс (например, линолеума).

## Некоторые высыхающие масла
- масло чернушки посевной (чёрный тмин)
- масло шиповника
- конопляное масло
- кукурузное масло
- масло расторопши
- масло огуречника
- масло грецкого ореха
- масло зародышей пшеницы
- облепиховое масло
- льняное масло
- масло примулы вечерней
- масло виноградных косточек
- маковое масло